# Amietophrynus langanoensis
Amietophrynus langanoensis là một loài cóc thuộc họ Bufonidae.
Loài này có ở Ethiopia, có thể cả Eritrea, và có thể cả Somalia.
Môi trường sống tự nhiên của chúng là xavan khô, vùng cây bụi khô khu vực nhiệt đới hoặc cận nhiệt đới, sông ngòi, hồ nước ngọt, đầm nước ngọt, và kênh đào và mương rãnh.
Chúng hiện đang bị đe dọa vì mất nơi sống.